# Codonopsis micrantha
Codonopsis micrantha är en klockväxtart som beskrevs av Thomas Ford Chipp. Codonopsis micrantha ingår i släktet Codonopsis, och familjen klockväxter. Inga underarter finns listade i Catalogue of Life.